# Gare d'Imama
La gare d'Imama est une halte ferroviaire algérienne située sur le territoire de la commune de Mansourah, dans la wilaya de Tlemcen.

## Situation ferroviaire
Établie à une altitude de 805,000 m, la gare est située au point kilométrique (PK) 68,367 de la ligne de Tabia à Akid Abbes, où elle est précédée de la gare de Pasteur et suivie de celle de l'Université de Tlemcen.
| \| Tlemcen Ghazaouet Akid Abbes Maghnia Imama Tabia \| Localisation de la gare d'Imama dans la wilaya de Tlemcen. |
| Tlemcen Ghazaouet Akid Abbes Maghnia Imama Tabia                                                                  |

## Service des voyageurs

### Dessertes
La gare d'Imama est desservie par les trains régionaux de la liaison Tlemcen - Maghnia.

## Galerie

Sélection de vues
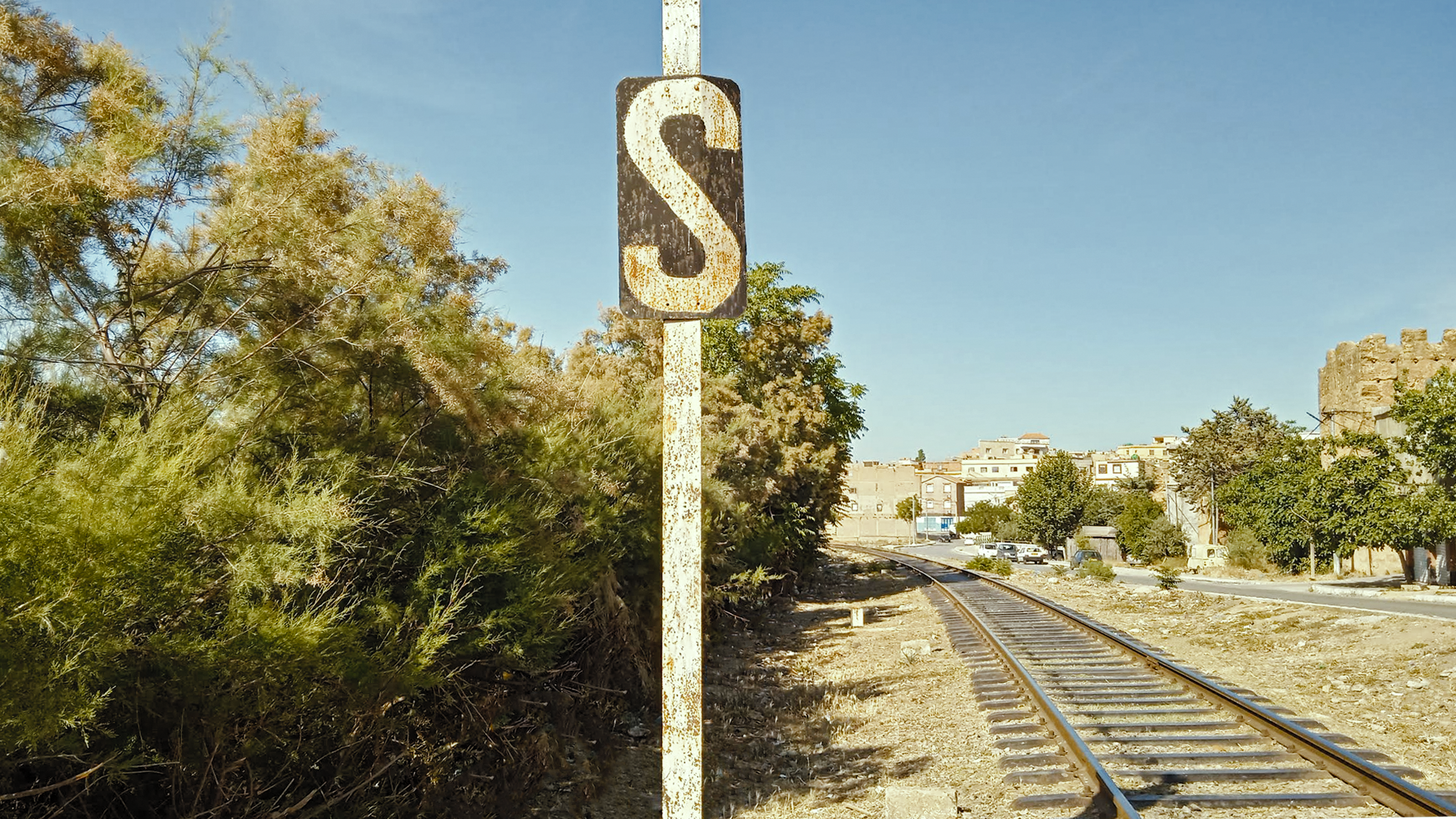
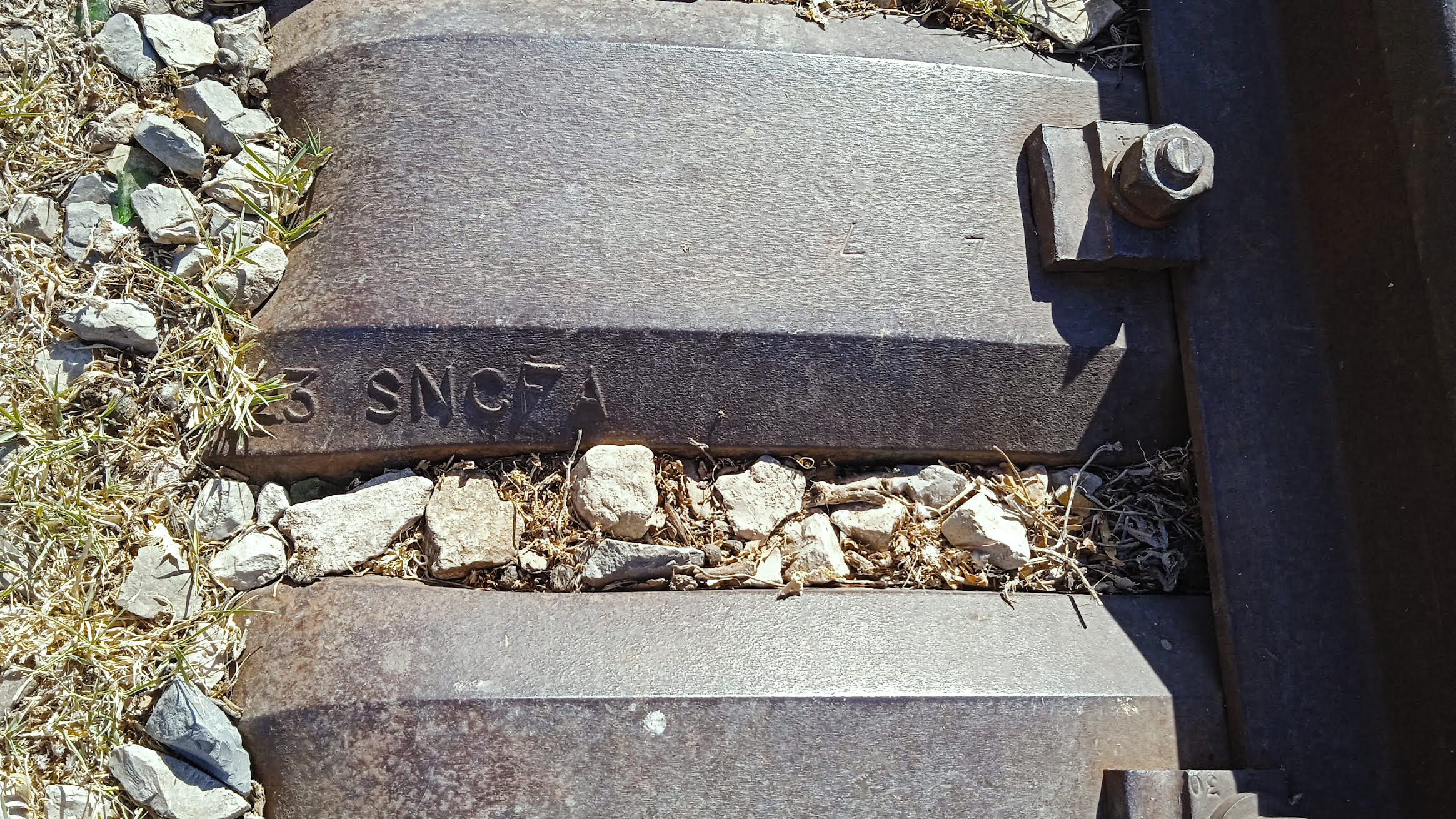
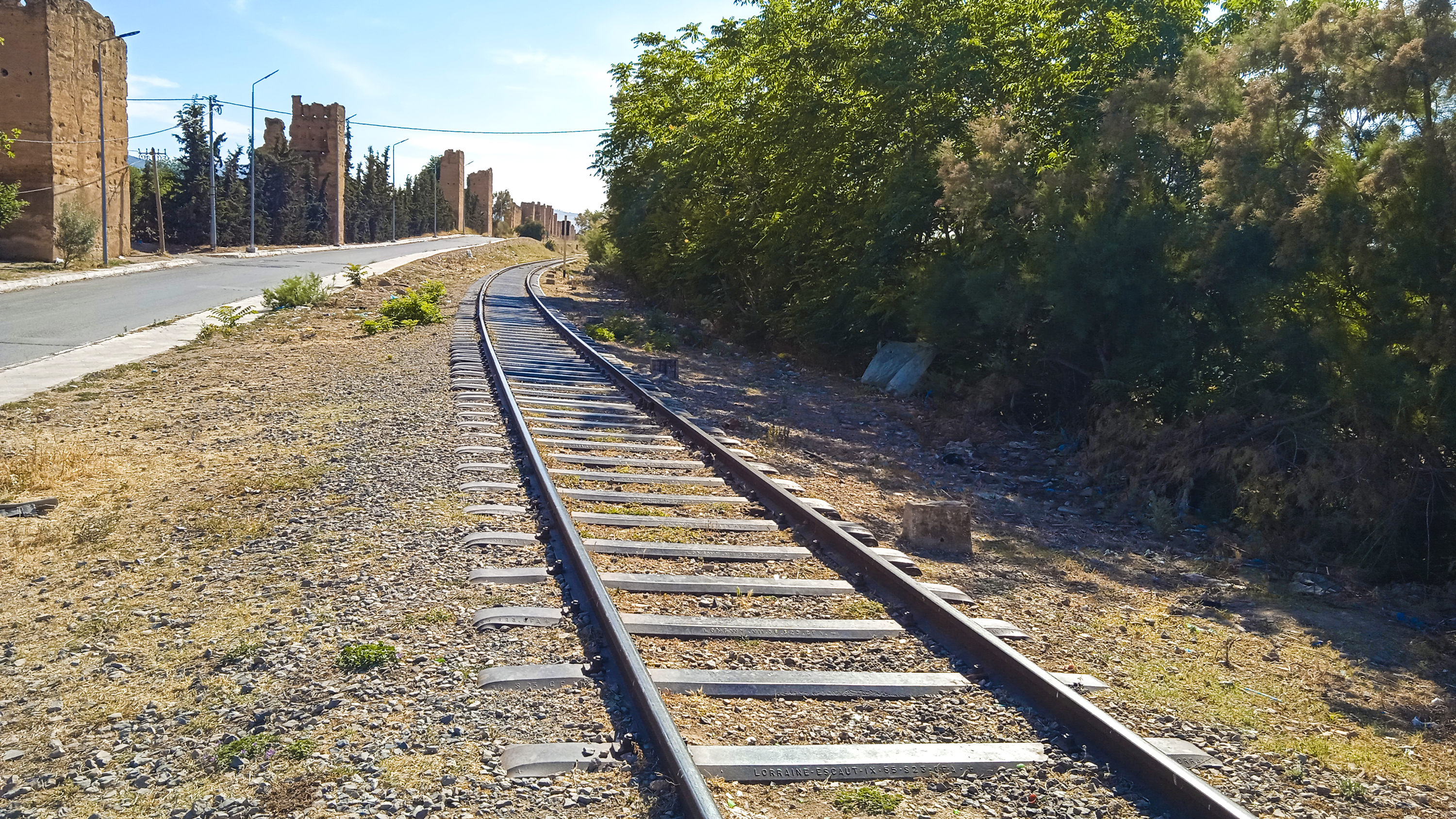